# Katha Pollitt

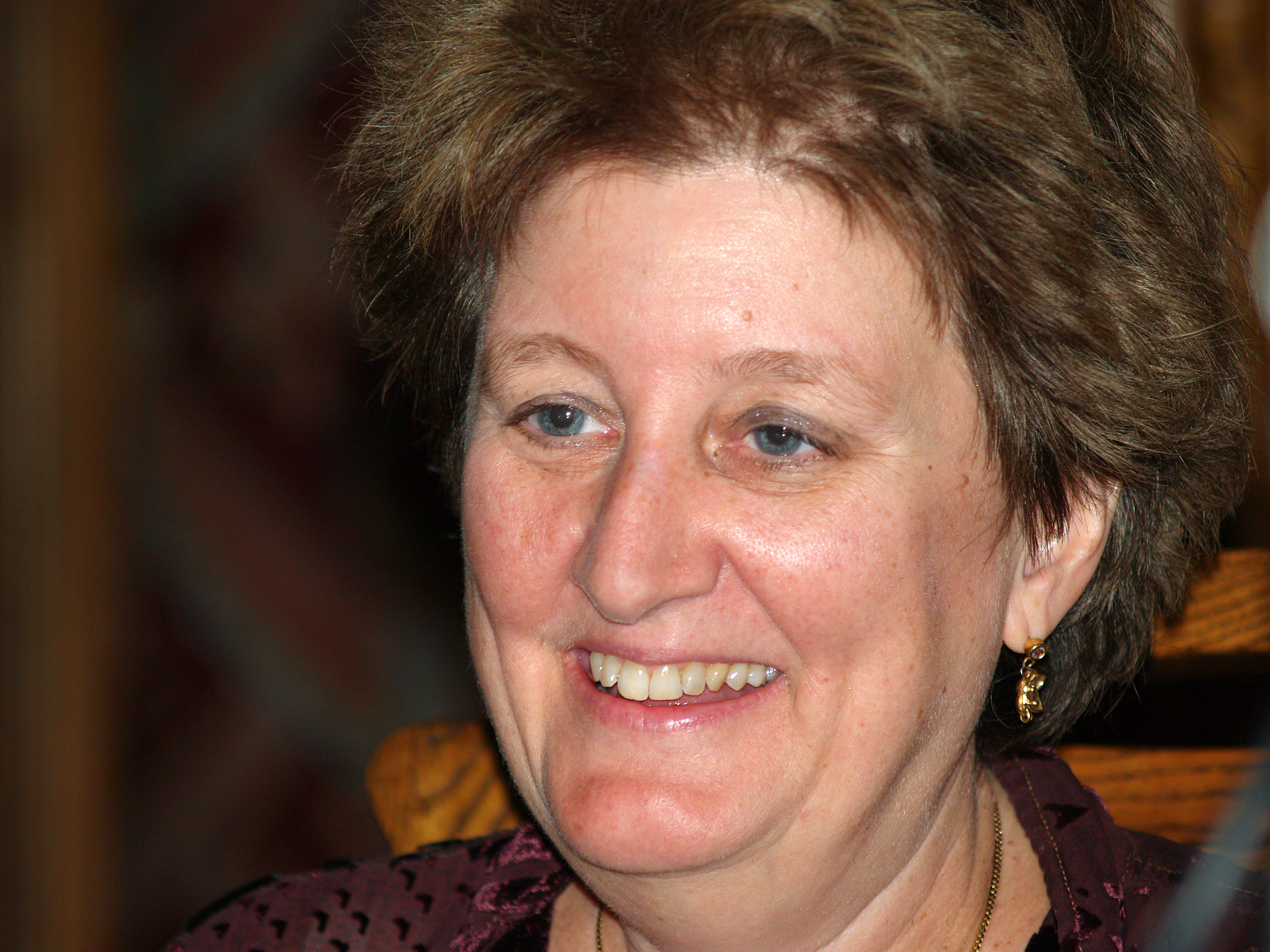
Katha Pollitt (2007)

Katha Pollitt (* 14. Oktober 1949) ist eine US-amerikanische Dichterin, Schriftstellerin, Kritikerin und Essayistin. Sie verfasste vier Essay-Sammlungen und zwei Gedichtbände. Sie vertritt in ihrer Arbeit einen politisch linken Standpunkt und behandelt politische und soziale Probleme. Unter anderem beschäftigt sie sich mit Themen wie Abtreibung, Rassismus, Feminismus und Armut.

## Werdegang
Pollitt wurde in Brooklyn Heights, New York, als Tochter eines protestantischen Anwalts und einer jüdischen Immobilienmaklerin geboren. Ihre Eltern ermutigten sie, ihr Interesse an Poesie zu verfolgen. In dem Buch Learning to Drive, das ihren Eltern gewidmet ist, schreibt Pollitt ausführlich über ihre Familie.
1972 schloss Pollitt ein Studium der Philosophie am Radcliffe College mit einem Bachelor of Arts ab. 1975 erlangte sie den Master of Fine Arts der Columbia University.

## Wirken
Pollitt ist für ihre Kolumne Subject to Debate in der Zeitschrift The Nation bekannt. Ihre Arbeiten wurden auch in anderen Publikationen veröffentlicht, unter anderem im Magazin Ms., in der New York Times, The Atlantic und der Literaturzeitschrift London Review of Books. Ihre Gedichte wurden in mehreren Anthologien und Magazinen abgedruckt, wie dem New Yorker und dem Oxford Book of American Poetry 2006. Darüber hinaus erschienen sie in NPRs Fresh Air und All Things Considered, Charlie Rose, The McLaughlin Group, CNN, Dateline NBC und auf BBC.
Bei Pollitts Arbeit handelt es sich häufig um eine Verteidigung moderner feministischer Strömungen und Identitätspolitik. Weitere Themen sind Abtreibung, Medien, US-Außenpolitik, Armut und internationale Menschenrechtsbewegungen.
1991 etablierte Pollitt den Begriff „Schlumpfine-Prinzip“ („Smurfette Principle“). Das Prinzip beschreibt und kritisiert die Ungleichheit der Hauptcharaktere bekannter Zeichentrickserien, in denen sich unter einer großen Anzahl männlicher Hauptcharakteren oft nur eine einzige, überwiegend stereotyp dargestellte, weibliche Hauptfigur findet (wie Schlumpfine aus der Serie Die Schlümpfe).
2003 unterzeichnete Pollitt das humanistische Manifest Humanism and Its Aspirations: Humanist Manifesto III, a Successor to the Humanist Manifesto of 1933 der American Humanist Association.
Pollitt ist PEN-America-Mitglied.

## Veröffentlichungen

### Essay-Sammlungen
1994 veröffentlichte Pollitt Reasonable Creatures: Essays on Women and Feminism, eine Sammlung von 19 Essays, von denen einige ursprünglich im Magazin The Nation erschienen. Der Titel des Buches ist eine Anspielung auf ein Zitat von Mary Wollstonecrafts 1794 erschienene Abhandlung A Vindication of the Rights of Woman: „I wish to see women neither heroines nor brutes; but reasonable creatures.“
Die meisten ihrer Essays aus The Nation von 1994 bis 2001 wurden 2001 in Subject to Debate: Sense and Dissents on Woman, Politics and Culture gesammelt und veröffentlicht.
Im Juni 2006 veröffentlichte Random House ihr Buch Virginity or Death!: And Other Social and Political Issues of Our Time, eine Sammlung von 84 ihrer Kolumnen aus The Nation.
2007 veröffentlichte Pollitt Learning to Drive: And Other Life Stories (Random House), eine Sammlung persönlicher Essays, eine Abweichung von ihrer sonst sehr politischen Arbeit. Learning to Drive wurde 2014 von Screenwriterin Sarah Kernochan und Regisseurin Isabel Coixet mit Patricia Clarkson und Ben Kingsley in den Hauptrollen filmisch adaptiert.

### Poesie
Pollitts erstes veröffentlichtes Werk war eine Gedichtsammlung namens Antarctic Traveler (Knopf, 1982), die 1983 den National Book Critics Circle Award gewann.
Ihr zweiter Gedichtband, The Mind-Body Problem, erschien 2009. Ein Auszug davon wurde im britischen Literaturmagazin Granta publiziert.

### Pro: Reclaiming Abortion Rights
Laut Pollitt war ihr Werk Pro: Reclaiming Abortion Rights (2014) als Antwort gedacht auf das „Gefühl vieler Pro-Choice-VertreterInnen, dass wir noch durchsetzungsfähiger und weniger defensiv sein müssen“ („We need to be more assertive, less defensive“). Pollitt ist der Ansicht, dass Abtreibung auf eine Weise diskutiert werden muss, die anerkennt, dass der Abbruch einer Schwangerschaft ein integraler Anteil der reproduktiven Rechte von Frauen ist. Sie stützt ihr Argument auf die Ansicht, dass Abtreibung zum Gemeinwohl beiträgt und eine „essenzielle Option für Frauen ist“. Sie argumentiert, dass die Problematik beeinflusst, wie mit jungen Mädchen über ihren Menstruationszyklus gesprochen wird und welche Ressourcen für Familien zur Verfügung stehen. Darüber hinaus sollte ihrer Ansicht nach die Entscheidung für einen Schwangerschaftsabbruch nicht isoliert als die Handlung einer unabhängig denkenden Frau betrachtet werden, sondern in „Zusammenarbeit vieler Menschen über die Frau hinaus“ („cooperation of many people beyond the woman herself“) erfolgen. Im Oktober 2014 sagte Pollitt, in der jüdischen Tradition gebe es „kein Konzept vom Menschsein des Fötus“. Laut jüdischem Gesetz werde man eine Person, sobald man den ersten Atemzug mache.
Eine Gruppe feministischer Wissenschaftler und Aktivisten analysierte Pro: Reclaiming Abortion Rights für „Short Takes: Provocations on Public Feminism“, eine Initiative der akademischen feministischen Zeitschrift Signs: Journal of Women in Culture and Society. Die Kommentare beinhalten auch eine Antwort Pollitts.
Pro: Reclaiming Abortion Rights wurde von der New York Times 2014 als Notable Book of the Year gewählt.

## Privatleben
Am 6. Juni 1987 heiratete Pollitt Randy Cohen, Autor der New York Times Magazine-Kolumne „The Ethicist“. Sie ließen sich später scheiden. Die beiden haben eine Tochter, Sophie Pollitt-Cohen (* 25. September 1987), Autorin des Bestsellers The Notebook Girls, welcher während ihrer Zeit an der Stuyvesant High School entstand.
Am 29. April 2006 heiratete Pollitt den Politologen Steven Lukes. Sie leben in New York, Stadtteil Manhattan.

## Auszeichnungen, Anerkennungen
- The Frost Place „Poet in Residence“ Programm (1977)
- National Book Critics Circle Award für Poesie (für Antarctic Traveler, 1983)
- National Endowment for the Arts (Stipendium, 1984)
- Academy of American Poets („Peter I. B. Lavan Younger Poets Award“, 1984)
- Fulbright Scholarship (1985)
- Arvon Foundation Prize (1986)
- New York Foundation for the Arts (1987)
- John Simon Guggenheim Memorial Foundation (Fellowship, 1987)
- National Magazine Award (für „Essays and Criticism“, 1992)
- Whiting Award (1992)
- Planned Parenthood Federation of America („Maggie Award“, 1993)
- Freedom from Religion Foundation („Freethought Heroine Award“, 1995)
- National Women's Political Caucus („Exceptional Merit Media Award“, 2001)
- National Magazine Award (für „Best Columns and Commentary“, 2003)
- American Book Award („Lifetime Achievement Award“, 2010)
- The Nation Institute (Puffin Foundation Writing Fellow)
- Freedom From Religion Foundation (Honorary Board of distinguished achievers, 2010)[24]
- American Humanist Association („Humanist Heroine“, 2013)[25]

## Bibliographie
- Antarctic Traveller: Poems (Knopf, 1982), ISBN 0-394-74895-6.
- Reasonable Creatures: Essays on Women and Feminism (Vintage, 1995), ISBN 0-679-76278-7.
- Subject to Debate: Sense and Dissents on Women, Politics, and Culture (Modern Library Paperbacks, 2001), ISBN 0-679-78343-1.
- Virginity or Death!: And Other Social and Political Issues of Our Time (Random House, 2006), ISBN 0-8129-7638-X.
- Learning to Drive: And Other Life Stories (Random House, 2007), ISBN 1-4000-6332-9.
- The Mind-Body Problem: Poems (Random House, 2009), ISBN 1-4000-6333-7.
- Pro: Reclaiming Abortion Rights (Picador, 2014), ISBN 978-0-312-62054-7.
- Katha Pollitt official blog
- Column archive at The Guardian
- Column archive at The Nation
- Appearances on C-SPAN
  - In Depth interview with Pollitt, July 6, 2008
- Katha Pollitt on Charlie Rose
- Katha Pollitt on IMDb
- Profile at The Whiting Foundation
- Beyond the Politics of Irony and Lip Gloss: An Interview With Feminist Writer Katha Pollitt by Jessica Clark, LiP Magazine: 2001.
- „Strident“ and Proud (July 12, 2006 interview of Pollitt by Jessica Valenti on salon.com)